# 金黃蜘蛛螺
金黃蜘蛛螺（学名：[Lambis crocata] 错误：{{Lang}}：文本有斜体标记（帮助））为鳳凰螺科蜘蛛螺屬下的一个种。